# نيها ككار
نيها كاكار (بالإنجليزية: Neha Kakkar)‏ هي مغنية هندية ولدت في يوم 6 يونيو 1988 في مدينة ريشيكيش في أوتاراخند في الهند، بدأت الغناء في سنة 2006 بعد ظهورها في برنامج إنديان آيدول في موسمه الثاني، في سنة 2008 طرحت أول ألبوم لها بعنوان نيها ذا روك ستار، غنت مع عدة مغنين مشهورين مثل هوني سينغ وميانغ تشانغ وجيبي غريوال.

## وصلات خارجية
- نيها ككار على موقع IMDb (الإنجليزية)
- نيها ككار على موقع ميوزك برينز (الإنجليزية)
- نيها ككار على موقع ديسكوغز (الإنجليزية)
- نيها ككار على موقع قاعدة بيانات الفيلم (الإنجليزية)